# Манастирске библиотеке
Манастирске библиотеке налазиле су се унутар манастира, и њихова улога у средњем веку је била сакупљање, преписивање и чување старих рукописа, рукописних књига, инкунабула, као и израђивање неопходних материјала за писање (папирус, пергамент, папир). Имале су свој скрипторијум у којој се вршила преписивачка делатност у раном средњем веку, а касније се у њима и израђивали и украшавали кодекси и инканабуле. У западној Европи до 13. века преписивачи су били искључиво монаси, док у манастирима Византијског царства преписивањем су се бавили и универзитетски професори, нотари, чиновници и други.
У сваком манастиру постојао је правилник о начину живота и рада монаха, и ти правилници обухватали су и њихове библиотеке. Имале су своје каталоге и на њиховој грађи били су уписани инвентарни бројеви. Бенедиктинци су сматрали да је „ манастир без библиотеке налик замку без оружја". У средњем веку углавном су се чувала и преписивала дела из области теологије, филозофије и средњовековне књижевности, али било је и дела античке и римске културе. Због тога су манастирске библиотеке у доба хуманизма и ренесансе, биле центри где су се окупљали истраживачи и пљачкаши, који су узимали стара културна блага и представљали их јавности.

### Манастирске библиотеке у западној Европи
Бенедикт из Нурсије (око 480-543) је са својим истомишљеницима подигао манастир на рушевинама Аполоновог храма 529. године у Монте Касину. Саставио је Правила монашког живота, у коме се читање прописује као обавезна активност сваког монаха. Манастирска библиотека је била међу централним местима у манастиру, поред цркве и трпезарије. Године 577. Лангобарди су срушили Монте Касино, и монаси су били приморани да се повуку у Рим, где их је дочекао папа Гргур Велики (590—604). Упутио их је да се баве интелектуалним радом и кренули су са сакупљањем и преписивањем књига. Монтекасински манастир је обновљен 717. године и постао значајни преписивачки центар. Тамо су се преписивала античка дела и стварала нова из области астрономије, историје и граматике. Касније, Сарацени су разорили овај манастир 883. године. Тек у 11. веку, манастир је поново постао културни преписивачки центар Европе.
Касиодор (око 490-око 583), државни службеник и угледни интелектуалац широког образовања је основао манастир Виваријум (око 540 или око 550. године), који је више био научна инситуција него место за молитве. Библиотека у Виваријуму је садржала укупно 300 књига из Касиодорове личне библиотеке. У тој збирци била су и дела античких и римских писаца попут Платона, Хипократа, Цицерона, Хорација и др. Књиге су биле смештене у нумерисаним ормарима, а световна дела су подељена у седам стручних скупина. Такође, сматра се да се у библиотеци налазила и три примерка Светог писма, која нису сачувана. Први примерак је био издељен на 9 томова издељен на 71 књигу, други је садржао текст Јеронима Стридонског од 636 листова, и трећи је био Codex grandior – који је преведен према Септуагинти, а поправљен од стране Јеронима Стридонског. Касиодор је приликом оснивања овог манастира написао Упутства о верској и световној литератури, у коме се залаже за образовање монаха, и истиче вредност и значај посла писара. По Касиодору, сваки монах је морао да буде писмен, да проучава и тумачи Свето писмо, да чита коментаре Библије и да се бави историјом учења црквених оца. Судбина Касиодорове манаситрске библиотеке је непозната; неки сматрају да се део њеног фонда налази у Ватиканској библиотеци, али нема поузданих доказа за то.
Ирска је крајем 7. века преузела Бенедиктова правила монашког живота. Ирски монаси су оснивали манастире са библиотекама и скрипторским радионицама широм западне Европе. У њима су се преписивали, куповали, разменињвали рукописи за потребе манастира. Манастир Бобио, један од највећих у Европи, имао је у 9. и 10. веку јасно дефинисане дужности библиотекара и архивара. Из 10. века сачуван је каталог манастирске библиотеке са 666 дела. Постојала је библиотека у манастиру Фулд, која је била под заштитом Рабана Маура (780—856). У том манастиру основана је школа за младиће, где се изучавала теологија, граматика, реторика, дијалектика, аритметика, физика и астрономија.
Клини је основана 910. године у старој Бургундији у Француској. Затим је током 11. века постала најзначајнији хришћански центар, због својих раскошних рукописа који су се чували у њеној библиотеци. Били су украшени драгим камењем и рађени на телећој кожи у пурпурној боји, а слова су писана златним и сребрним мастилом. Клинијски правилник везан за књигу, бирао је сваке године монаха који ће се бринути о рукописима и који ће сваког брата задужити по једном књигом, коју би требало да врате у библиотеци до краја године.
Владар Пипин Мали и монах Отмар (689—759) основали су опатију Сент Гал око 720. године, где су се чувале Галове мошти. Тада је одмах био отворен скрипторијум и школа. Установила су се правила рада у опатији 747, и тада је књига стављена у први план. Године 760. радило је 14 преписивача, а првој половини 9. века око 100, што је учинило скрипторијум Сент Гала, једним од најпродуктивнијих у Европи. У периоду од 816-929. године, у израђивали су се кодекси изванредних квалитета.
Манастир Рајхена је урађен 825. године, у којој се налазила и библиотека. Око 850. године, у тој библиотеци потицао је и први инвентар у коме су се налазили списи световних и теолошких дела. Данас је сачувано преко 400 рукописа из тог инвентара. Од средине 16. века, у манастиру је радила и штампарија.

### Манастирске библиотеке у Византији
За разлику од западне Европе, манастири са својим библиотекама у Византијском царству, били су само једни од центра описмењавања људи. Свако ко је био неписмен, могао је да дође у манастир да се описмени. Манастирске библиотеке биле нису имале посебан дизајн, као остали центри манастира. Оне су постојале још од средине 4. века и њима је управљао оснивач манастира или важан члан свештенства. Многи владари су поклањали књиге манастирима.
Манастир Студион подигнут је пре 454. године од стране римског конзула Студија, а највећи успон је доживео у периоду управљања игумана Теодора Студита (759—826). Библиотека Студиона сматра се најстаријом манастирском библиотеком, у којој су постојали изузетно строги кодекси за библиотекаре, преписиваче и других који су имали одговорности према библиотеци. Имала је скрипторијум са својим надзорником који је одржавао ред и бринуо о дисциплини и радној атмосфери, пошто је био велики број људи из различитих ужих специјалности везани за израду рукописа.
Манастир свете Катарине саграђен је у 6. веку од стране цара Јустинијана и царице Теодоре, у коме се налазила капела још од 330. године. У 9. веку пренете су мошти свете Катарине, по чему је и добио и име. Библиотека манастира је до данас, зајендо са манастиром остала сачувана. Није се водило много рачуна о њој. У њој се налази архив где се „ чувају званична документа у вези са манастиром, кореспонденција са званичницима, световним и црквеним, разних земаља, записи са подацима из свакодневног монашког живота." Највећа вредност библиотеке чине преко 4430 рукописа, од којих су две трећине на грчком, а остали на арапском, сиријском, грузијском, јерменском, коптском и словенским језицима. Међу њима је био Синајски кодекс, који је однет у 19. веку, и Сиријски кодекс из 5. века. Рукописи су били писани на папирусу, пергаменту и папирним кодексима; 40 њих писано је калиграфксом мајускулом у пеироду од 8 до 11. века. Било је и рукописа писани Ћириловом глагољицом и каснијом ћирилицом из 10. и 11. века. Библиотека је садржала и велики број штампаних књига, који је износи 13.000 томова, које су донесене из западних земаља.
Монах Христодул је у 11. веку основао манастир светог Јована на острву Патмос. Пошто је радио као библиотекар у Риму, основао је скрипторијум, сакупио рукописе током боравка у манстиру светог Павла на Латросу, направио каталог и урадио сигниратуру рукописа. Фонд библиотеке увечан је поклонима и преписивањем. Христодул је придавао значај документима везаним за манастир. По инвентару из 1200. године, библиотека је поседовала 330 рукописа, од којих је 267 писано на пергаменту, а 63 на папирусу." Углавном су дела била из области теологије, а световних је било мало. Каталог из 1355. године, био је допуњен књигама из историје, филозофије и филологије, али се крајем 14. века смањио.
За време византијског доба, постојало је преко 200 манастира на Светој Гори, а до данас ради само њих 20. Њихове манастирске библиотеке су у свом фонду садржале велики број рукописа из 10. века, највише словенских и византијских. Било је пуно светих књига, црквених поезија, хагиографије, посланице, записи и теолошки текстови. Међу најзначајнијим манастирима на Светој Гори су Велика Лавра, Ватопед, Ивирон и Хиландар.
Манастир Велика Лавра основао је Атанасије Атонски (925—1000) у 10. веку. У његовој библиотеци има преко 2200 рукописа (100 словенских, 500 писаних на пергаменту, 50 свитака). Међу тим списима, налази се и Јеванђеље из 992. године, написан на пергаменту и украшен. У фонду налазе се и писма Григорија Паламе (1296—1359), повеље цара Душана (1308—1355), деспота Ђурђа (1377—1456) и деспота Стефана (1377—1427). Библиотека има уређене каталоге списа и књига. Такође, налазе се и штампане књиге, међу којима су издања Хомерових дела и Аристофанове комедије из 15. века.
Ученици Атанасија Атонског основали су манастир Ватопед у 10. веку. Библиотека у том манастиру поседује велики број рукописних и штампаних књига. Има преко 2000 рукописа, а више од 1500 је научно објављено, међу којима су Псалтир (11. век), Октоих (13. век), Стрбанов рукопис (13. век) и Птолемејева Географија. Њихове најстарије штампане књиге су из 16. века, штампане у Венецији и у Риму.
У 10. веку, Грузијци основали су манастир Ивирон. Библиотека се налази у порти главне цркве и чува велики број рукописа: око 2000 кодекса од којих су 123 на пергаменту и 15 литургијских свитака." У том књижном фонду налазе се: Јеванђеље (11. век), Четворојеванђеље (13. век); диплома српског цара Душана на грчком језику и спис са потписом Атанасија Атонског (985. година). Такође, има преко 3000 штампаних књига, где су најстарије из 15. века. Чувају се преко 600 светогорских дела.
Манастир Хиландар је обновљен 1198. године од стране Светог Саве и Стефана Немање. Манастирска библиотека Хиландара је представља прву и најстарију српску сачувану библиотеку, коју чине рукописне и штампане књиге. Поседује преко 1000 старих словенских рукописа од 12. до 19. века; 180 грчких рукописа и повеља, и преко 150 српских повеља. Тамо се чувало и Мирослављево јеванђеље из 12. века. Међу значајним списима, чува се оснивачка Хиландарска повеља Стефана Немање (1198. или 1199. година), предлошке Хиландарског и Карејског типика, руске неумске рукописе: Стихирар (12. век) и Ирмолигоион (13. век), затим Четворојевнђеље код Срба, најстарији српски рукопис Поученија Теодора Студита. Књижни фонд је уредио библиотекар Сава Хиландарац (1837—1911) 1897. године.